# C. H. Ostenfeld Gletscher
C. H. Ostenfeld Gletscher är en glaciär i Grönland (Kungariket Danmark). Den ligger i den norra delen av Grönland, 2 000 km norr om huvudstaden Nuuk. C. H. Ostenfeld Gletscher ligger 134 meter över havet.
Terrängen runt C. H. Ostenfeld Gletscher är huvudsakligen kuperad, men åt nordost är den platt. C. H. Ostenfeld Gletscher ligger nere i en dal.  Trakten runt C. H. Ostenfeld Gletscher är nära nog obefolkad, med mindre än två invånare per kvadratkilometer. Det finns inga samhällen i närheten. Trakten runt C. H. Ostenfeld Gletscher är permanent täckt av is och snö.